# بنزیلیک اسید
بنزیلیک اسید یک ترکیب آلی با فرمول C14H12O3 یک جامد سفید رنگی است با نقطه ذوب ۱۵۱ درجه سانتی گراد و جرم مولکولی ۲۲۸ می‌باشد. در محیط اسیدی H2O و در محیط بازی OH به عنوان نوکلئوفیل با مولکول آلی وارد واکنش می‌گردد.
بنزیل در محیط قلیایی به بنزیلیک اسید تبدیل می گرد. از هیدرولیز دی کتون‌ها کربوکسیلیک اسیدها حاصل می‌شوند.

## تهیه
بنزیلیک اسید را می‌توان با حرارت دادن مخلوط بنزیل با اتانول و پتاسیم هیدروکسید تهیه کرد.